# يحيى بن المنذر التجيبي
المظفر بالله يحيى بن المنذر التُجيَّبي  حاكم طائفة سرقسطة في عصر ملوك الطوائف بين عامي 412 هـ -427 هـ.
واصل على سياسة والده المنذر بن يحيى التجيبي في توطيد حكم بني تجيب في سرقسطة، فصاهر إسماعيل بن ذي النون حاكم طائفة طليطلة، فتزوج من أخته. لكنه خالف أباه في سياسة مهادنة جيرانه من الحكام المسيحيين، فأغار ريموند بورل كونت برشلونة على أراضيه، فاضطر يحيى أن يتنازل له عن بعض الحصون، كما قاتل سانشو الثالث ملك نافارا ومن بعده أبنائه غارسيا سانشيث الثالث ملك نافارا وراميرو الأول ملك أراغون، وشن حملة واسعة على ناجرة حصد فيها الكثير من الغنائم والأسرى.